# Aileen Reid
Aileen Reid (* 15. Juni 1982 in Derry als Aileen Morrison) ist eine ehemalige irische Triathletin und zweifache Olympiastarterin (2012, 2016).

## Werdegang
In Irland ging Reid für den North West Triathlon Club an den Start. Sie trainiert in Lisburn und ihr Coach ist Chris Jones. Im Jahr 2010 nahm Morrison auch an der französischen Clubmeisterschaftsserie „Grand Prix de Triathlon“ teil.

### Olympische Sommerspiele 2012
Im Jahr 2012 heiratete sie und trägt seitdem den Namen Aileen Reid.
Sie war Mitglied der Senior High Performance Squad, also des Olympia-2012-Teams,
2012 nahm sie neben Gavin Noble für Irland an den Olympischen Sommerspielen in London teil, wo sie nach einem Sturz mit dem Rad noch den 43. Rang belegte.
Bei der Weltmeisterschaft-Rennserie 2013 wurde sie Zweite im letzten Rennen, im „Grand Final“, und belegte in der Jahreswertung den achten Rang.
Im Juni 2015 wurde sie Sechste bei den Europaspielen in Baku.

### Olympische Sommerspiele 2016
Aileen Reid ging im August 2016 bei den Olympischen Sommerspielen an den Start und belegte in Rio de Janeiro für Irland den 21. Rang.
Im Juli 2017 erklärte die damals 35-Jährige ihre aktive Zeit für beendet.
Reid besitzt das Lehramt (ProfGCE = Professional Graduate Certificate in Education) für Sport und dürfte somit als PE teacher arbeiten.

## Sportliche Erfolge
| Datum/Jahr    | Rang | Wettbewerb                                    | Austragungsort | Zeit     | Bemerkung                                                                                                |
| ------------- | ---- | --------------------------------------------- | -------------- | -------- | --- |
| 20. Aug. 2016 | 21   | Olympische Sommerspiele 2016                  | Rio de Janeiro | 02:01:14 | [ 4 ] |
| 12. Juni 2016 | 17   | ITU World Championship Series 2016            | Leeds          | 02:04:09 | |
| 18. Sep. 2015 | 9    | ITU World Championship Series 2015            | Chicago        | 01:57:37 | Grand Final – Triathlon-Weltmeisterschaft auf der olympischen Distanz                                    |
| 13. Juni 2015 | 6    | Europaspiele 2015                             | Baku           | 02:03:30 | hinter der Schweizer Siegerin Nicola Spirig                                                              |
| 11. Apr. 2015 | 7    | ITU World Championship Series 2015            | Gold Coast     | 01:59:36 | |
| 24. Juli 2014 | 6    | Commonwealth Games 2014                       | Glasgow        | 01:59:46 | |
| 14. Sep. 2013 | 2    | ITU World Championship Series 2013            | London         | 02:01:57 | Zweite beim Grand Final – hinter der neuen Weltmeisterin Non Stanford                                    |
| 4. Aug. 2012  | 43   | Olympische Sommerspiele 2012                  | London         |          | Morrison konnte nach einem Sturz auf der ersten Radrunde das Rennen noch beenden.                        |
| 26. Mai 2012  | 2    | ITU World Championship Series 2012            | Madrid         | 02:06:39 | Zweite hinter der Schweizerin Nicola Spirig                                                              |
| 24. Juni 2011 | 14   | ETU Triathlon European Championships          | Pontevedra     | 02:07:27 | Europameisterschaft                                                                                      |
| 3. Apr. 2011  | 1    | ITU Triathlon European Cup                    | Antalya        | 01:51:00 | |
| 17. Juli 2010 | 3    | ITU World Championship Series 2010            | Hamburg        | 01:53:55 | im vierten Rennen                                                                                        |
| 14. Aug. 2010 | 16   | ITU World Championship Series 2010            | Kitzbühel      |          | im 6. Rennen der Serie                                                                                   |
| 3. Juli 2010  | 5    | ETU Triathlon European Championships          | Athlone        |          | Europameisterschaft auf der olympischen Kurzdistanz                                                      |
| 18. Juli 2009 | 2    | ITU Triathlon European Cup                    | Athlone        | 01:58:36 | Zweite hinter der Australierin Felicity Sheedy-Ryan                                                      |
| 5. Juli 2009  | 13   | ETU Triathlon European Championships          | Holten         |          | Europameisterschaft auf der olympischen Kurzdistanz (1,5 km Schwimmen, 40 km Radfahren und 10 km Laufen) |
| 2. Mai 2009   | 22   | ITU World Championship Series 2009            | Tongyeong      |          | |
| 27. Juni 2008 | 2    | FISU World University Triathlon Championships | Erdek          |          | ausgetragen von der Fédération Internationale du Sport Universitaire (FISU)                              |

(DNF – Did not finish)